# نیروی زمینی السالوادور
ارتش السالوادور (انگلیسی: Salvadoran Army) نیروی زمینی زیرمجموعه نیروهای مسلح السالوادور است، که فعالیت خود را از سال ۱۸۲۴ آغاز نمود.